# Libreria delle donne di Milano
Libreria delle donne di Milano ist der älteste Frauenbuchladen in Italien und zugleich der Name des feministischen Frauenkollektivs, das ihn 1975 in Mailand gegründet hat. Eine der Gründerinnen war die Philosophin Luisa Muraro.

## Geschichte
Die Libreria delle donne di Milano entstand in der zweiten Hälfte der siebziger Jahre, als feministische Bewegungen weltweit begannen, kulturelle Einrichtungen und Unternehmen zu gründen. Der Frauenbuchladen auf der Via Dogana in Mailand war inspiriert von der Librairie des Femmes der feministischen Psychoanalytikerin Antoinette Fouque in Paris. Im Unterschied zu dieser entschied sich die Mailänder Gruppe nur Werke von Frauen zu führen, um Aufmerksamkeit für das Denken von Frauen und die Verbreitung ihrer Schriften zu befördern. Das Kollektiv veröffentlichte auch eigene Texte. In deutscher Übersetzung erschien 1988 ihr erstes Buch unter dem Titel Wie weibliche Freiheit entsteht, in dem 35 Autorinnen ihre gemeinsame Geschichte feministischer Theorie und Praxis dokumentierten. Es gilt als ein Kultbuch der Zweiten Welle des Feminismus und wird eingeleitet mit dem Satz: „Dieses Buch handelt von der Notwendigkeit, der Beziehung einer Frau zu einer anderen Frau Sinn und Wert zu verleihen, sie in Worten und Bildern darzustellen.“ Das Mailänder Frauenkollektiv beschränkte die Frage der Freiheit nicht auf die Befreiung von Unterdrückung. Vielmehr ging es ihm zentral um die Fähigkeit, neue Formen des Politischen zu begründen, die nicht losgelöst vom Geschlechterunterschied zu denken seien. Durch seine einflussreichen, aber auch kritisierten und debattierten Aktivitäten und Schriften wurde der Mailänder Frauenbuchladen zu einem Zentrum der theoretischen Ausarbeitung des „Feminismus der sexuellen Differenz“ (pensiero della differenza sessuale).
Als Verlag gab Libreria delle donne di Milano das Periodikum Sottosopra heraus, das ab 1983 unregelmäßig in sechs Ausgaben erschien; die feministische politische Zeitschrift Via Dogana (seit 2015 online) und die Satirezeitschrift Aspirina, gedruckt von 1987 bis 1991, online ab 2013, zu dessen Gründerinnen die Karikaturistin Pat Carra gehörte. 2019 musste die Zeitschrift ihren Namen ändern und ihre Internetdomain aufgeben. Der Pharmakonzern Bayer hatte die Redaktion verklagt, weil der Name Aspirin markenrechtlich geschützt ist.
Die Buchhandlung verfügt über ein Archiv und eine Bibliothek mit seltenen Büchern zum Thema Feminismus und stellte in ihren Räumen Werke von Künstlerinnen wie Carla Accardi, Mirella Bentivoglio, Dadamaino und anderen aus. Dokumente ihrer politischen Geschichte aus den Jahren 1974 bis 1997 werden in der Fondazione „Elvira Badaracco“ in Mailand aufbewahrt. 2008 gab die Fondazione im Verlag Franco Agnelli die Monografie Libreria delle donne di Milano. Un laboratorio di pratica politica von Chiara Martucci heraus, die die Geschichte des Mailänder Frauenbuchladens seit 1975 aufarbeitete.
Die Libreria delle donne di Milano feiert 2025 ihr 50-jähriges Bestehen. Der Buchladen ist weiterhin ein wichtiger Treffpunkt für feministische Debatten. Als Genossenschaft betrieben, engagieren sich dort ausschließlich ehrenamtliche Frauen.

## Veröffentlichungen in deutscher Übersetzung
- Wie weibliche Freiheit entsteht. Eine neue politische Praxis (Non credere di avere dei diritti). Aus dem Italienischen von Traudel Sattler, erste Auflage, Orlanda-Frauenverlag, Berlin 1988, ISBN 978-3-922166-46-7.
- Das Patriarchat ist zu Ende. Es ist passiert, nicht aus Zufall (Il patriarcato è finito: è accaduto non per caso). Aus dem Italienischen von Traudel Sattler, erste Auflage, Christel Göttert Verlag, Rüsselsheim 1996, ISBN 978-3-922499-28-2.